# Mesostenus nepomis
Mesostenus nepomis är en stekelart som beskrevs av Porter 1973. Mesostenus nepomis ingår i släktet Mesostenus och familjen brokparasitsteklar. Inga underarter finns listade i Catalogue of Life.